# Фарли-досье

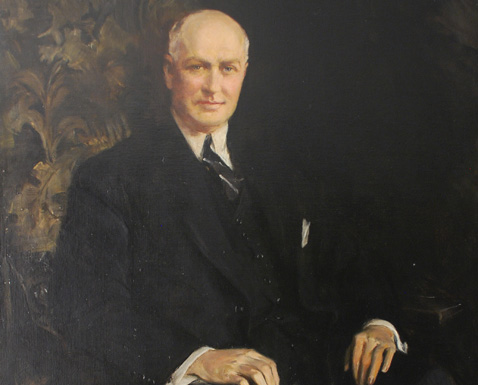
Официальный портрет 53-го Генерального Почтмейстера

Фарли-досье представляет собой набор записей, хранимых политиками, на людей, с которыми они встречались ранее.
Термин назван по имени Джеймса Алоизиуса Фарли, бывшего менеджера предвыборной кампании Франклина Делано Рузвельта. Фарли, который впоследствии стал Генеральным Почтмейстером и председателем Демократического Национального комитета, составлял досье на всех, кого он когда-либо встречал и кто когда-либо встречался с Рузвельтом. Когда планировалась ещё одна встреча этих людей с Рузвельтом, Фарли просматривал свои досье, подготавливая Рузвельта ко встрече так, что он помнил их супругов, имена и возраст их детей — все, что узнавалось из предыдущих встреч, а также других источников, добавленных Фарли в досье. Эффект получался мощный и вызывающий особое доверие.
Такие «Фарли-досье» сейчас обычно используют различные политики и бизнесмены.
Концепция занимает значимое место в романе Роберта Хайнлайна Двойная Звезда, в котором актёр перевоплощается в крупного политического деятеля. Он добивается наилучшего сходства даже при личных встречах за счет использования Фарли-досье политика.
Это имя также появляется в романе Майкла Крайтона Восходящее солнце, где персонаж по имени Эллен Фарли работает помощницей мэра и «она стоит сбоку от него и шепчет ему имя каждого человека».
Фарли-досье можно сравнить с древнеримским номенклатором, 'рабом, который сопровождал хозяина во время агитации и в похожих случаях, для того, чтобы подсказывать ему имена тех, кого тот встречал на улице.'